# Villa Folio

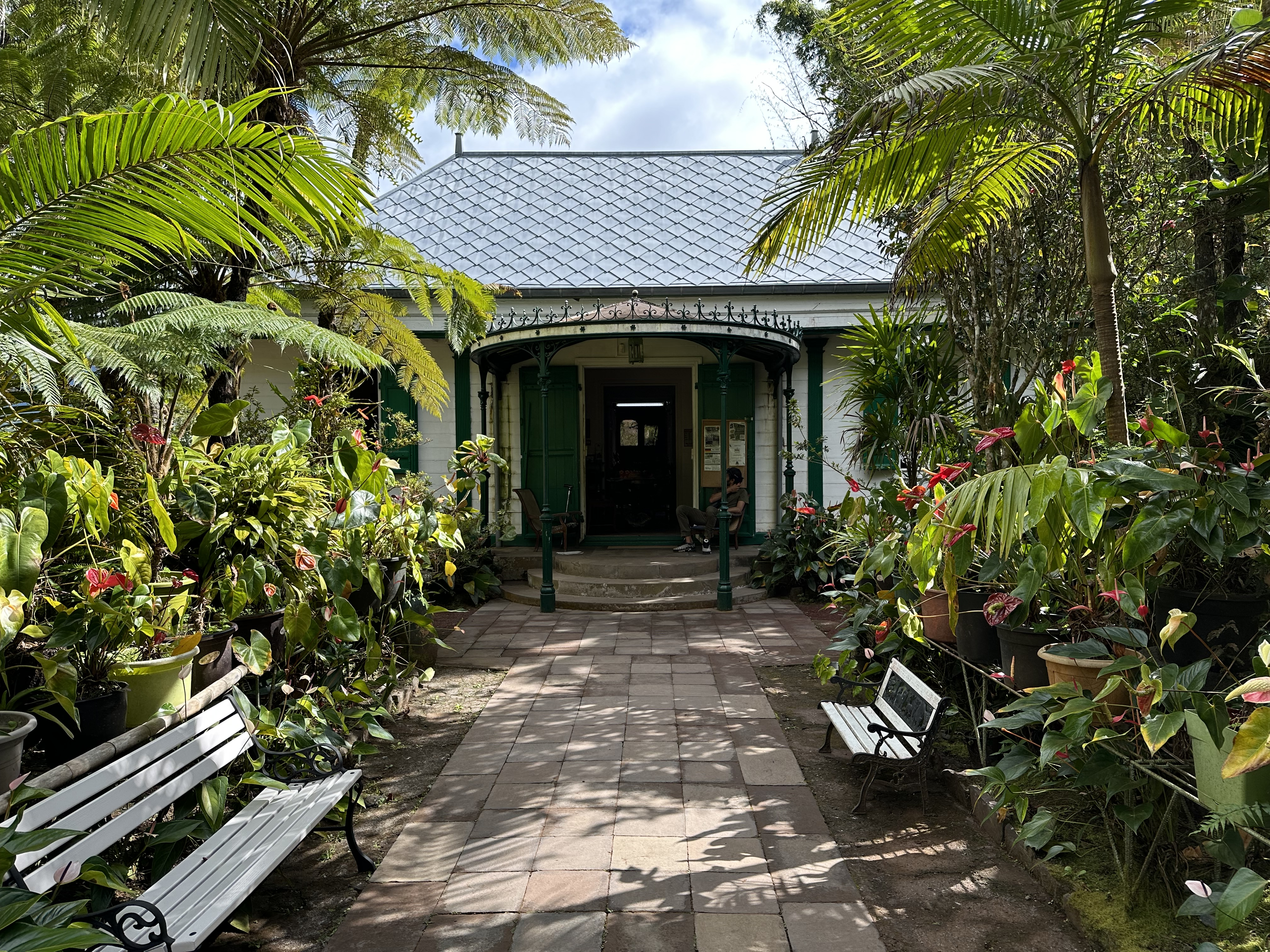
Maison Folio, 2024

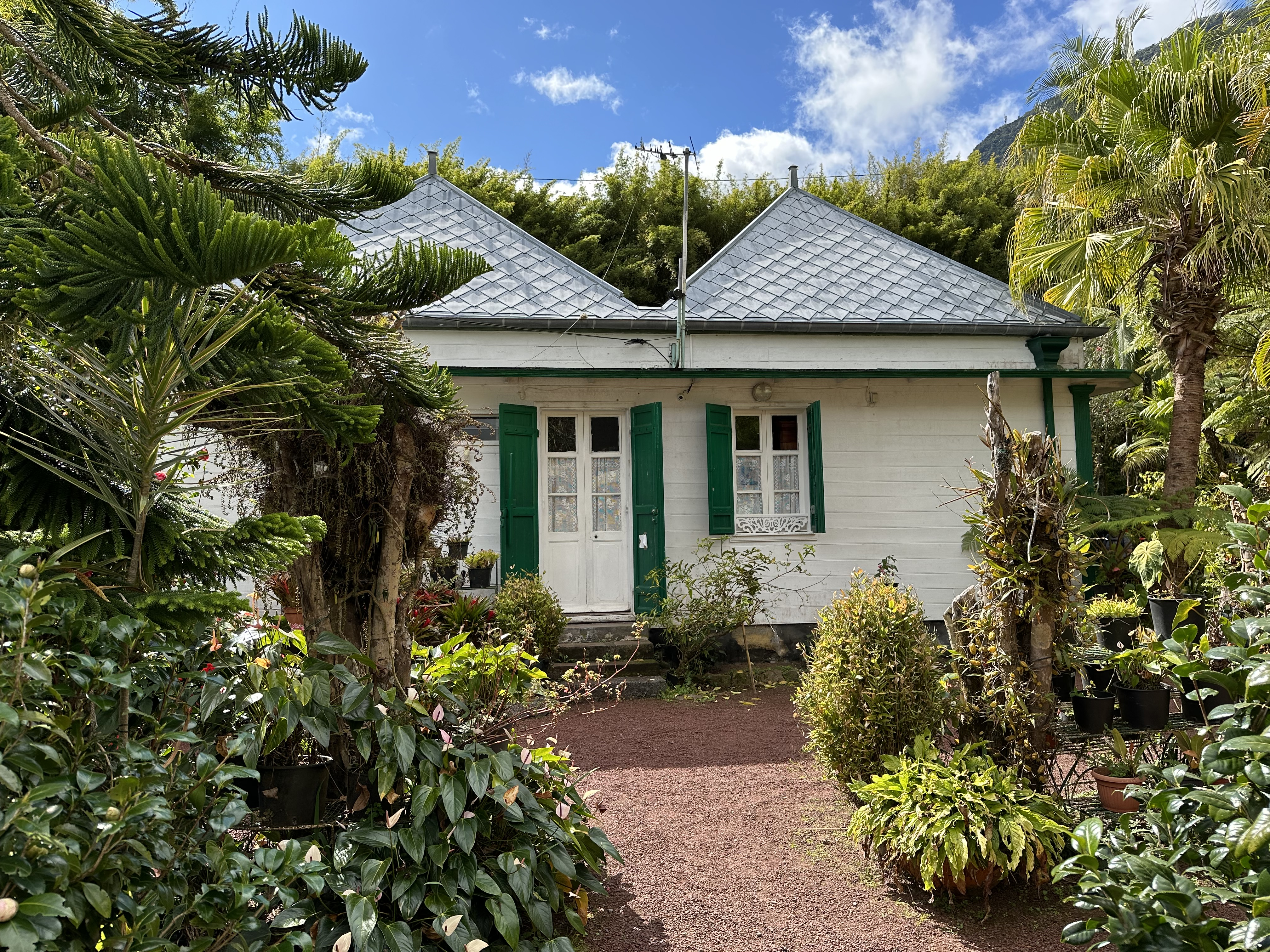
Blick von Südwesten, zu sehen sind die beiden Dächer

Die Villa Folio, auch Maison Folio, ist ein denkmalgeschütztes Wohnhaus in Hell-Bourg auf Réunion. Das Gebäude ist, obwohl bewohnt, als Museum ausgewiesen und kann besichtigt werden.

## Lage
Das Gebäude befindet sich im zur Gemeinde Salazie gehörenden Dorf Hell-Bourg im Talkessel Salazie an der Adresse 5 Rue Admiral Lacaze. Das Grundstück befindet sich etwas erhöht auf der Ostseite der Straße. Gegenüber steht die Kirche des Orts, St-Henri.

## Architektur und Geschichte
Das eingeschossige Wohnhaus wurde im Jahr 1870 durch Victor Vermeil aus Holz errichtet und ist farbig gestrichen. Es steht im nordwestlichen Teil des Grundstücks und verfügt über eine Veranda. Die Fassade ist mit hölzernen Pilastern versehen. Zum Vordereingang des Hauses führen drei im Halbkreis angelegte Stufen. Der Bereich ist mit einem runden Glasdach überspannt, das auf gusseisernen Pfeilern ruht. Es ist mit einem umlaufenden ebenfalls gusseisernen Zierfries bekrönt. In seiner Gestaltung entspricht das Glasdach dem für Kurorte des Zweiten Kaiserreichs üblichen Stil. Bedeckt ist der Bau mit zwei von Südwesten nach Nordosten ausgerichteten, mit Blech bedeckten Dächern. Ursprünglich waren sie mit Schindeln eingedeckt. An der Traufe befinden sich die für die Region typischen Ornamentleisten den Lambrequins. Das Anwesen wurde später von der Familie Folio erworben, auf die der Name zurückgeht und die auch weiterhin im Haus wohnt. Die Villa wird als Kreolisch beschrieben, obwohl sie zumindest in ihrer Bauzeit eher der kolonialen Oberschicht zuzuordnen ist und im Zusammenhang mit der Nutzung Hell-Bourgs als Thermalbad steht. Zur Bauzeit befand sich in der Nähe das Militärkrankenhaus.

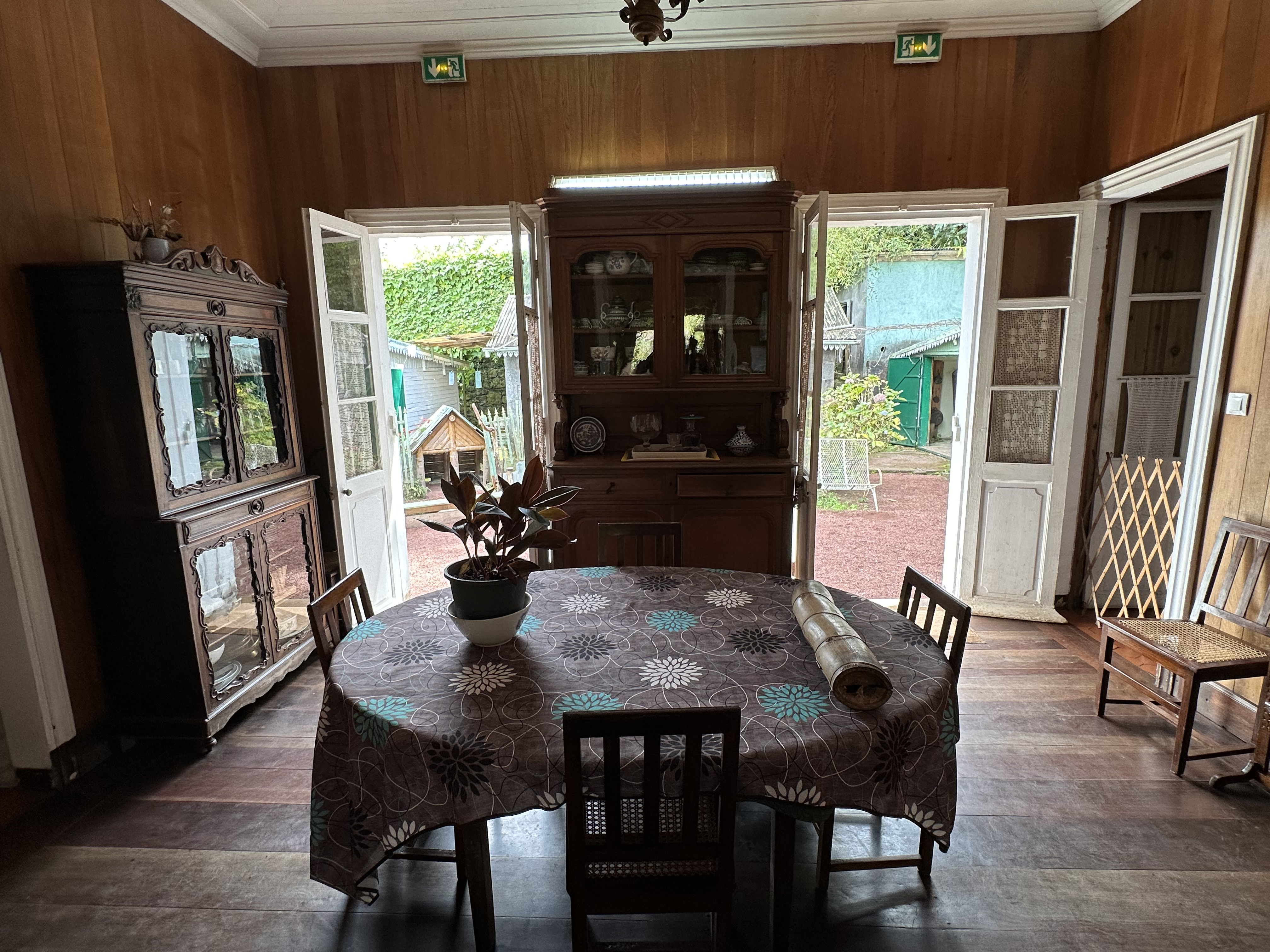
Innenraum

Die Familie Folio restaurierte das Haus unter Beachtung seiner historischen Gestaltung, so dass sich auch im Inneren einen Eindruck der historischen Zeit ergibt. Im Gebäudeinneren sind diverse Möbel aus der Bauzeit des Hauses erhalten. Darüber hinaus ist auch die Raumaufteilung sowie die Gestaltung der Holzdecken und Böden historisch. Der vordere Teil der Villa wird, wie bei kreolischen Häusern üblich, von einer Veranda eingenommen, die von Schränken gesäumt ist. Aufgrund der klimatischen Bedingung im Talkessel, war die Veranda jedoch bereits von Anfang an geschlossen. Von der Veranda führt ein zentraler Flur durch das Haus, um den symmetrisch die Räume angeordnet sind. Da die Wohnnutzung weiter andauert, ist die Besichtigung auf nur einige Stunden am Tag beschränkt und in einzelnen Teilbereichen der Wohnung nicht möglich.
Auf der Rückseite des Hauses befinden sich drei gemauerte Nebengebäude, die mit Blechabdeckungen versehen sind. Ursprünglich befanden sich hierin die Küche, Gästezimmer, Zimmer für Hausangestellte und ein kleines Lager. In einem Nebengebäude befindet sich aktuell eine Ausstellung mit historischen Alltagsgegenständen sowie lokalem Kunsthandwerk.
Seitdem dem 6. April 1989 ist das Anwesen als Monument Historique ausgewiesen.

## Garten

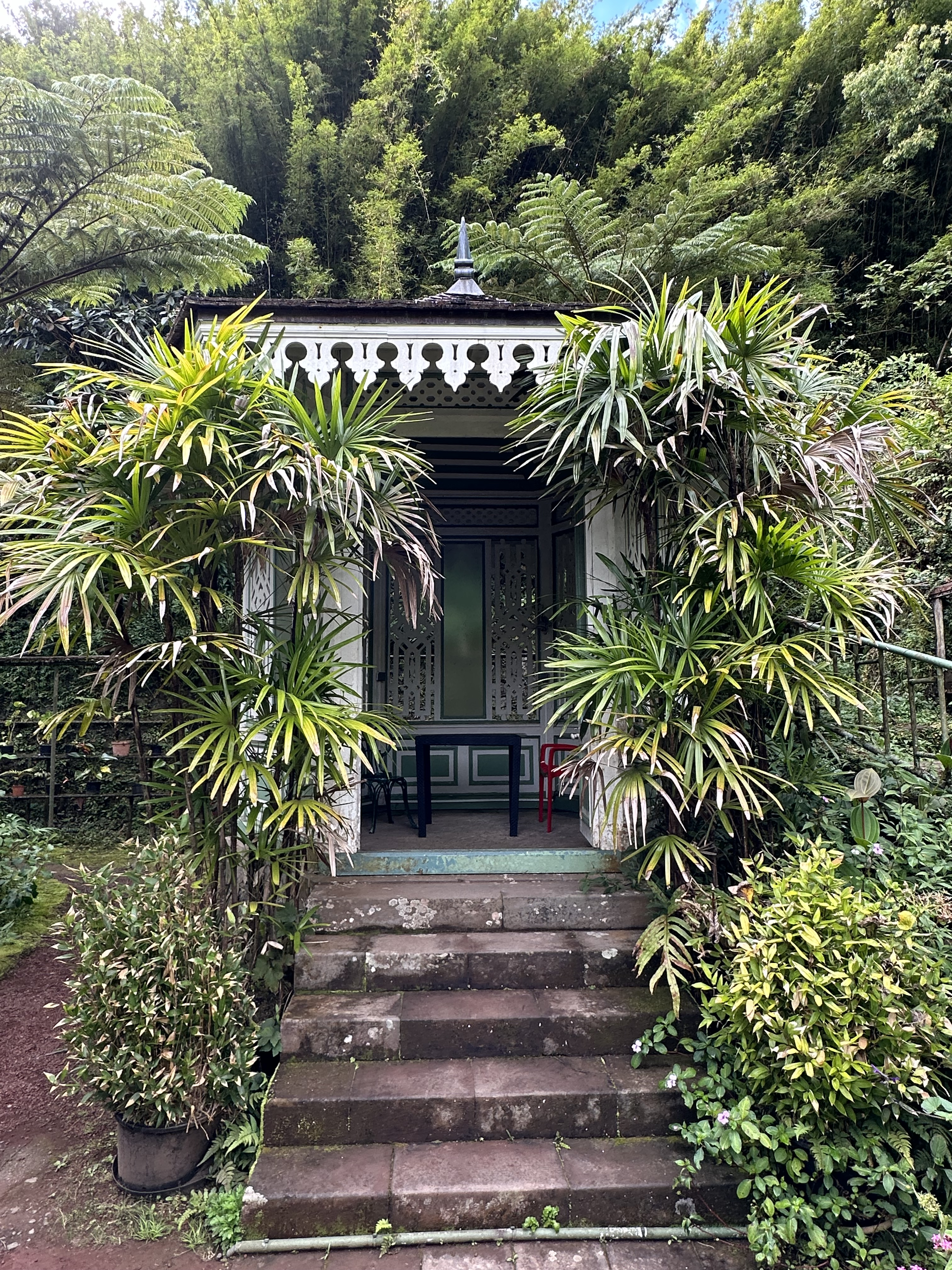
Pavillon

Umgeben ist das Haus von einem Garten, der mit seinen vielfältigen Pflanzen die schon in der Bauzeit bestehenden Bedarfe des Alltagslebens widerspiegelt und einen Eindruck der bereits ursprünglichen Gartenanlage gibt. Auch er wird als Kreolisch beschrieben. Dort finden sich Früchte wie Passionsfrucht, Zitrone und Mandarine, aber auch Mispel, Trompetenblumen, Geranium, Kamelien, Vetiver, Patschuli, Piment und Bambus. Weiterhin gibt es diverse Orchideen, darunter auch Vanille, aber auch Kaffeepflanzen und Kräuter und Gemüse wie Minze, Petersilie, Zitronengras, Paprika, Maniok, Kurkuma, Begonien und Belladona.
Im Garten befindet sich auch ein alter Pavillon mit sechseckigem Grundriss. Er ist mit durchbrochenen Holztafeln versehen und mit Schindeln aus Tamarindenholz bedeckt. Wie auch beim Haus bestehen an der Traufe Lambrequibs. Zentral im Garten steht ein historischer Brunnen. Der eiserne Brunnen verfügt über zwei Becken und ist in der Mitte eines runden, steinernen Beckens angeordnet. Im unteren Teil des Brunnens befindet sich eine Darstellung der Drei Grazien. Die zentralen Wege sind mit einer historischen Pflasterung versehen.